# 巔峰戰士
《巔峰戰士》（英語：Cliffhanger），是一部由雷尼·哈林導演的動作電影，由席維斯·史特龍、約翰·李斯高、麥可·魯克，以及珍妮·透納領銜主演。本片屬犯罪題材，主要講述登山家在美國中西部洛磯山脈高山中對抗劫匪的故事。本片於1993年坎城影展首映，並於1993年5月28日由三星影業在美國發行。該片獲得了褒貶不一的評價，全球票房收入達 2.55 億美元，成為1993 年票房收入第七高的電影。

## 演員
席維斯·史特龍 飾 蓋伯·偉克（Gabriel "Gabe" Walker）
約翰·李斯高 飾 艾力·魁倫（Eric Qualen）
麥可·魯克 飾 賀爾·塔克（Harold "Hal" Tucker）
Janine Turner 飾 潔西（Jessica "Jessie" Deighan）
雷克斯·林恩 飾 崔弗斯（Richard Travers）
Caroline Goodall 飾 克莉絲朵（Kristel）
Leon Robinson 飾 基納（Kynette）
Craig Fairbrass 飾 戴爾瑪（Delmar）
Gregory Scott Cummins 飾 萊恩（Ryan）
Denis Forest 飾 赫爾頓（Heldon）
拉爾夫·韋特 飾 法蘭克（Frank）
保羅·溫菲爾德 飾 萊特（Walter Wright）